# Pueblo tekela
El pueblo tekela de origen bantú estaba conformado por un grupo de jefaturas ngunis que se asentaron en el valle del río Pongolo antes del siglo XVI. Allí convivían con otras comunidades bantúes así como poblaciones khoi khoi y hotentotes que les precedían. A finales del siglo XVII fueron integrados en la Confederación Nwandwe. La integración de los tekelas con otras etnias dio origen a nuevas y numerosas naciones como los behelezizi, embo, hlubi, mthethwa, ndwandwe, mfengu, behele, suazi, ngoni, phondo, ngwane, tshange, zotsho, raule, reledwane, fingo, tolo, dadebe, zizi y maduna.